# Mourão
Mourão (mo(ou)'ɾɐ̃ũ) è un comune portoghese di 3 230 abitanti situato nel distretto di Évora.

## Società

### Evoluzione demografica
| Popolazione di Mourão (1801 – 2004) | Popolazione di Mourão (1801 – 2004) | Popolazione di Mourão (1801 – 2004) | Popolazione di Mourão (1801 – 2004) | Popolazione di Mourão (1801 – 2004) | Popolazione di Mourão (1801 – 2004) | Popolazione di Mourão (1801 – 2004) | Popolazione di Mourão (1801 – 2004) | Popolazione di Mourão (1801 – 2004) |
| ----------------------------------- | ----------------------------------- | ----------------------------------- | ----------------------------------- | ----------------------------------- | ----------------------------------- | ----------------------------------- | ----------------------------------- | ----------------------------------- |
| 1801                                | 1849                                | 1900                                | 1930                                | 1960                                | 1981                                | 1991                                | 2001                                | 2004                                |
| 2615                                | 2341                                | 3855                                | 5064                                | 5815                                | 3487                                | 3273                                | 3230                                | 3348                                |

## Freguesias
- Granja
- Luz
- Mourão